# Corbera (kommun)
Corbera är en kommun i Spanien.   Den ligger i provinsen Província de València och regionen Valencia, i den östra delen av landet, 300 km öster om huvudstaden Madrid. Antalet invånare är 3 304. Arean är 20,3 kvadratkilometer. Corbera gränsar till Cullera, Fortaleny, Llaurí, Polinyà de Xúquer, Benicull de Xúquer, Riola och Alzira. 
Terrängen i Corbera är platt åt nordost, men åt sydväst är den kuperad.